# Campo Carlo Magno
Campo Carlo Magno è un valico alpino di 1682 metri sul livello del mare, del Trentino-Alto Adige percorso da una strada medievale su tracciato preistorico, che mette in comunicazione la Val di Sole con la Val Rendena, fra le Dolomiti di Brenta e il Gruppo della Presanella. È inoltre lo spartiacque tra il bacino del Sarca e quello del Noce.
È raggiungibile tramite la Strada statale 239 di Campiglio.
Dal punto di vista amministrativo, Campo Carlo Magno costituisce una frazione del comune di Pinzolo.
Oggi è, con la vicina Madonna di Campiglio, una rinomata stazione di sci alpino con numerosi impianti di risalita. Il paese, composto perlopiù da alberghi e condomini durante la primavera e l'autunno conta circa 70 abitanti, mentre durante le stagioni estive ed invernali ne conta diverse migliaia.

## Origini del nome
Deve il suo nome al fatto che la tradizione narra, senza alcun riscontro storico documentale, che Carlo Magno si fosse accampato proprio in questa località con il suo esercito durante la discesa verso Roma nell'anno 800, per farsi incoronare imperatore del Sacro Romano Impero. Pare debba il nome ad un hotel che, nel 1909, il proprietario tedesco aveva così chiamato rifacendosi ad una leggenda letteraria. Lo storico Silvestro Valenti affermò che la denominazione, storicamente falsa, fu resa ufficiale nel 1909. Il luogo era anticamente chiamato Moschera. Le mappe catastali austriache, della seconda metà del XIX secolo, riportano semplicemente il toponimo "Campo" .

## Monumenti e luoghi d'interesse

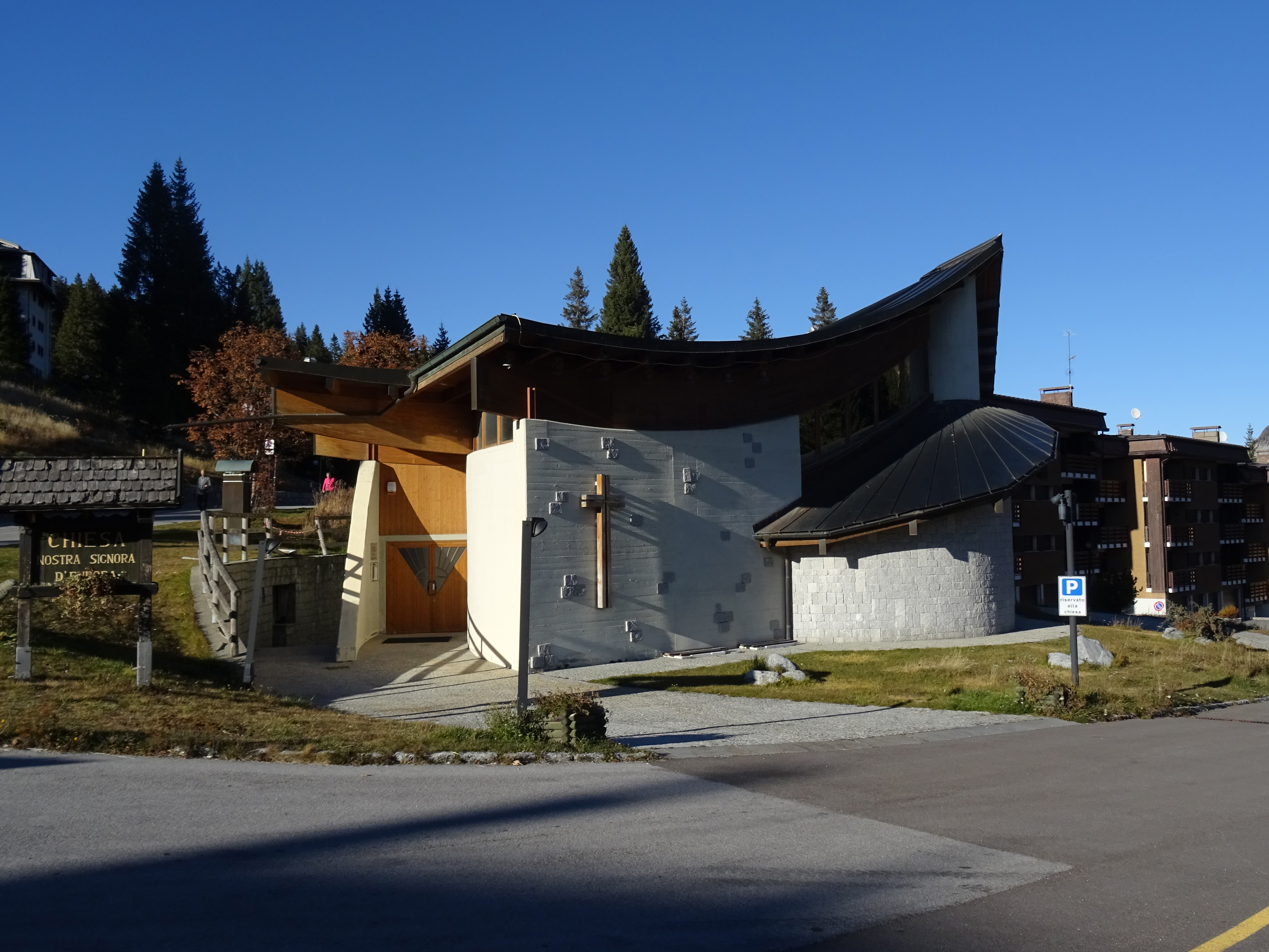
La chiesa di Nostra Signora d'Europa, costruita nel 1989-95

- Chiesa di Nostra Signora d'Europa, costruita tra il 1989 e il 1995 si sviluppa su pianta irregolare ad anfiteatro. La facciata è caratterizzata dall'emergere a destra del corpo semicilindrico del presbiterio, rivestito in granito a vista. Due accessi gemelli si aprono negli angoli nord-est e sud-ovest. L'interno si sviluppa su aula unica disposta a emiciclo, digradante verso il presbiterio, che è orientato a sud-est. Nel 2019 è stato installato un carillon di 7 campane sulla facciata della chiesa.